# Gustav Gerst
Gustav Gerst (* 1871 in Bamberg; † 1948 in New York) war ein deutscher Einzelhandels-Kaufmann und Warenhaus-Unternehmer.

## Leben
Gustav Gerst war verheiratet mit Ella Tietz, einer Tochter von Markus Tietz (1849–1901) und Julie Tietz geb. Baumann (1853–1930). Der ältere Bruder ihres Vaters Markus war Hermann Tietz, der Finanzier der damals entstandenen vier untereinander verwandten Tietz-Unternehmen. Die Eheleute Markus und Julie Tietz hatten mehrere Kinder:
- Antonie (* 14. August 1877; † n. n.) heiratete Martin Ephraim, deren Sohn war Max Rudolf Ephraim (* 15. Juni 1902 in Frankfurt am Main; † 28. Februar 1995 in Philadelphia, PA., USA)
- Arthur Tietz (* 15. Januar 1879; † n. n.)
- Ella Tietz (* 6. Januar 1881; † November 1974 New York) verh. Gerst
- Johanna Tietz (* 24. November 1884; † n. n.)

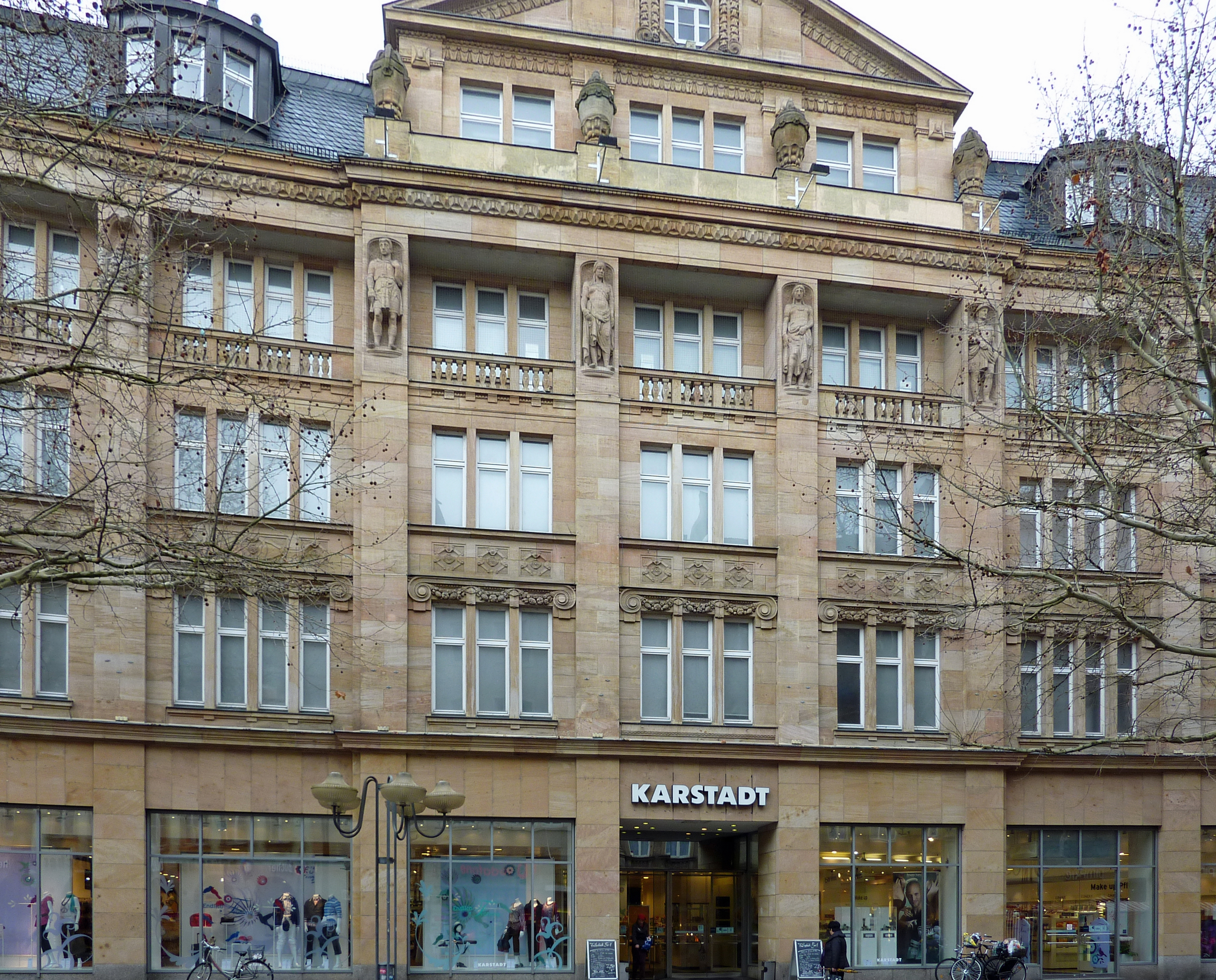
1910 errichtetes Warenhaus H. & C. Tietz in Bamberg

1886 zog Gersts späterer Schwiegervater Markus Tietz im Alter von 37 Jahren mit seiner Ehefrau Julie von Prenzlau nach Bamberg und verlegte dorthin auch den Firmensitz des Warenhaus-Unternehmens H. & C. Tietz. Nach dem Tod ihres Mannes übernahm 1901 Julie Tietz die Geschäftsführung des Bamberger Unternehmens. 1910 ließ sie vom Bamberger Architekten Johannes Kronfuß auf dem Grundstück Grüner Markt 23–27 einen großen Warenhaus-Neubau errichten. Ein Jahr nach Ende des Ersten Weltkriegs übergab 1919 Julie Tietz die Unternehmensleitung an ihren zweiten Schwiegersohn Gustav Gerst.
1919 zogen Gustav und Ella Gerst geborene Tietz (1881–1974) als Gesellschafter des Unternehmens H. & C. Tietz samt Schwiegermutter Julie nach Frankfurt am Main, von wo aus er die Kaufhäuser in Chemnitz und Bamberg leitete. Seinen Wohnsitz nahm das Ehepaar Gerst in der Villa Niederräder Landstraße 10.
Schnell integrierte sich das vermögende Ehepaar Gerst in das wohlhabende Frankfurter Bürgertum. So erwarb Gerst Gemälde und hatte bald eine nicht unbedeutende Sammlung, u. a. mit Werken von
- Peter Paul Rubens („Zorn des Achilles“, vorher in der Sammlung Heinrich Kaven in Berlin),
- Max Liebermann („Korso auf dem Monte Pincio“, entstanden 1912, erworben 1919),
- Joshua Reynolds („Die Heilige Familie“ – eine kleinere Kopie davon in der National Gallery in London),
- Carl Spitzweg („Rückkehr vom Heurigen“),
- Carl Friedrich Lessing („Landschaft“).

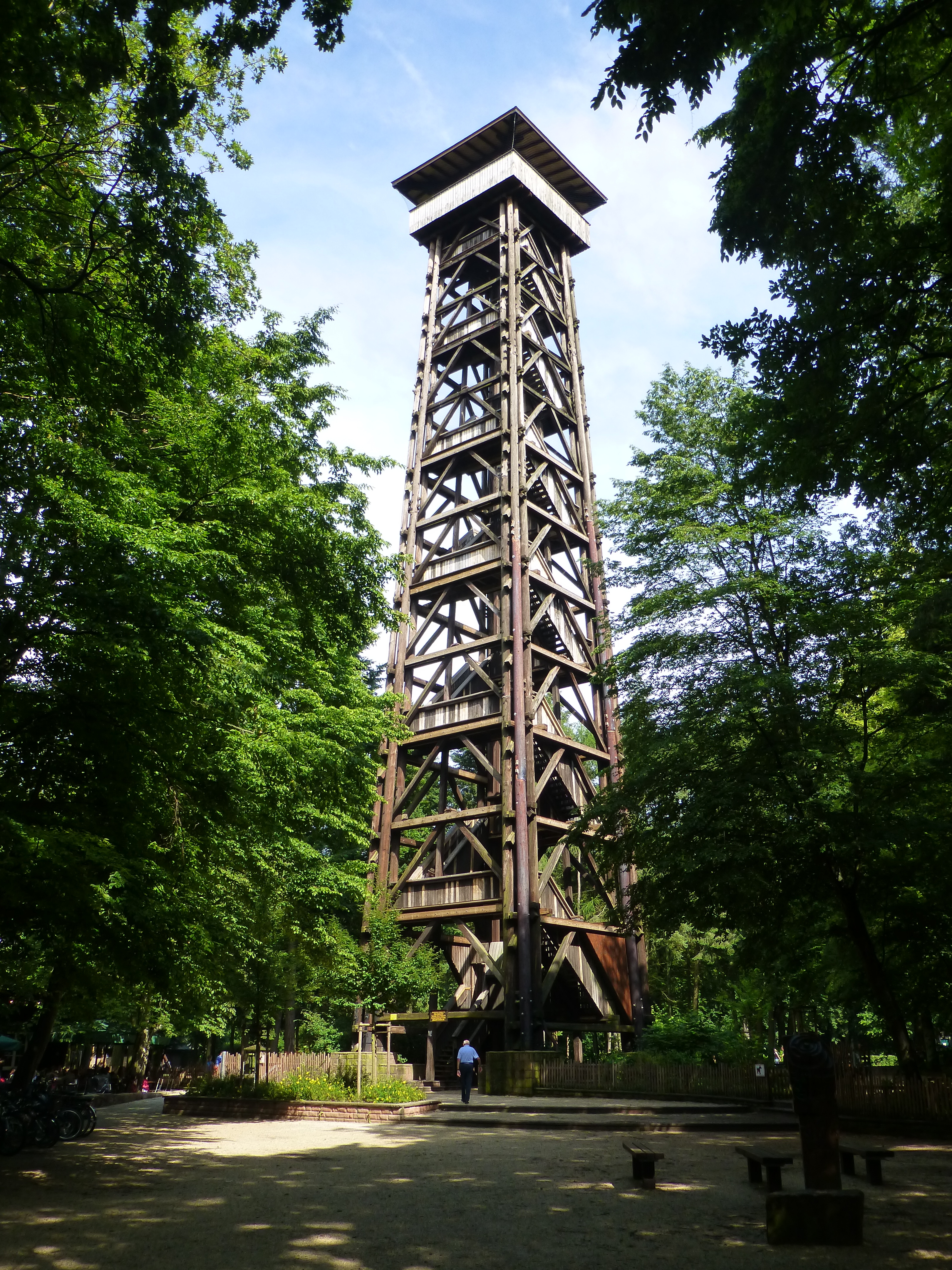
Goetheturm im Frankfurter Stadtwald

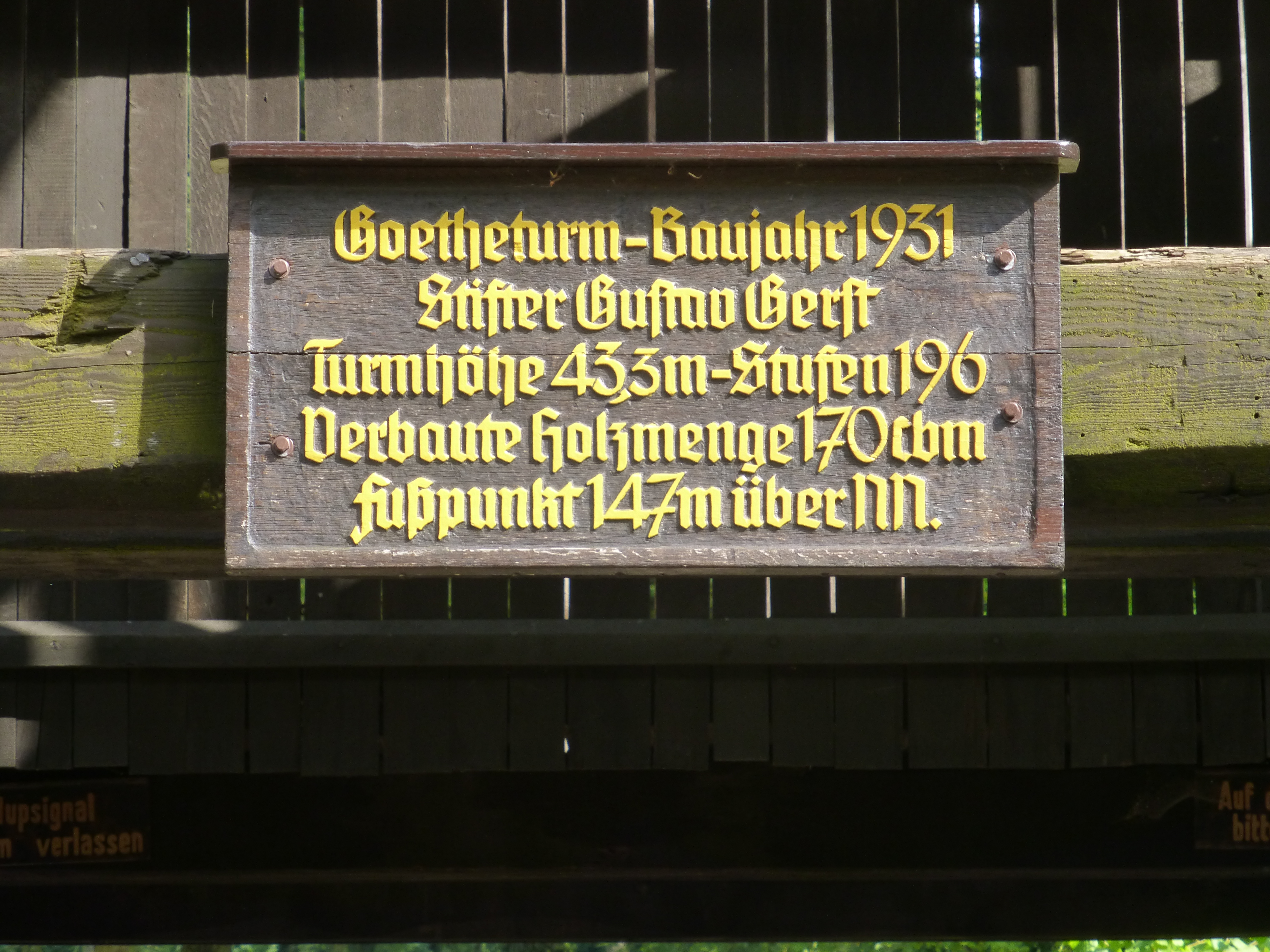
Stiftungsschild am Goetheturm

Nach entsprechenden Spenden bekam Gustav Gerst die Ehrenbürgerwürde der jungen Frankfurter Universität verliehen. Zunächst anonym, aber nachhaltig war 1931 seine Spende von 28.000 Reichsmark (heutiger Wert ca. 350.000 Euro) an den Frankfurter Oberforstmeister Hans Bernhard Jacobi für die Errichtung des Frankfurter Goetheturms. Er knüpfte allerdings, entsprechend dem damaligen politischen Zeitgeist, zwei Bedingungen an seine Spende: Erstens wollte er niemals genannt werden und zweitens sollte man dafür sorgen, dass der neue Goetheturm 200 Jahre hält. Am 23. November 1931 wurde der neue Goetheturm mit einer äußerst schlichten Feier eingeweiht. Erst nach seinem Tod in der Emigration in den USA 1948 wurde diese Spende öffentlich.
Nach dem Zweiten Weltkrieg benannte die Stadt Frankfurt am Main ihm zu Ehren einen Weg im Frankfurter Stadtwald, zwischen Mörfelder Landstraße und Niederräder Landstraße nahe der früheren Villa Gerst, in Gerstweg um.
Nach der nationalsozialistischen Machtergreifung 1933 wurden Gerst und seine Familie Opfer der Judenverfolgung im Dritten Reich. Der Judenboykott am 1. April 1933 traf in Frankfurt auch das Kaufhaus Tietz. 1934 entzogen die Nationalsozialisten dem Kaufhaus vorübergehend die Betriebserlaubnis, um das Unternehmen zu ruinieren; Gerst erlitt dadurch schwere Vermögensverluste, da er die eingekauften Waren und die Gehälter der fast 1000 Angestellten weiterbezahlen musste. Im Oktober 1935 verlor er nach staatlicher Drohung und Verfolgung seine Position und seine Anteile am Warenhaus-Unternehmen H. & C. Tietz. Die Villa Gerst in Sachsenhausen wurde beschlagnahmt. Seine Kunstsammlung gab er dem Frankfurter Kunsthändler Julius Hahn zum Verkauf.
Das Ehepaar Gerst konnte erst nach Göteborg ausreisen, wo es den Zweiten Weltkrieg überlebte. Die geplante Weiterreise in die USA gelang erst nach Kriegsende, da das Ehepaar nach dem Verlust seines Vermögens und der erzwungenen Zahlung der Reichsfluchtsteuer mittellos war. Im Zuge der Arisierung sämtlicher Warenhäuser der Familie Tietz wurde auch die Bamberger Filiale, die dort vielen Einzelhändlern ein Dorn im Auge war, 1939 gänzlich liquidiert. Nach einem Rückerstattungsverfahren wurde das Bamberger Gebäude als Hertie-Kaufhaus 1951 wieder eröffnet. Das Haus wurde 1994 vom Karstadt-Konzern übernommen und in Karstadt umbenannt.
In die Villa Gerst zog 1935 die NS-Gauleiterschule „Jakob-Sprenger-Schule“ ein, die sich zuvor 1933 in der Villa Manskopf eingerichtet hatte.
Bereits kurz nach der Flucht der Eheleute Gerst nach Schweden bezog in der Villa Gerst der Direktor des Musischen Gymnasiums in Frankfurt am Main, Kurt Thomas, eine für ihn beschlagnahmte Dienstwohnung.
Die Geschäftsanteile von Gustav Gerst wurden letztlich von Georg Karg, einem vormaligen leitenden Angestellten der Tietz-Gruppe, übernommen und in die Hertie Kaufhaus-Beteiligungs-GmbH überführt. Alle Anteile mussten unter Wert an diese Gesellschaft verkauft werden, deren Alleineigentümer Georg Karg war. Nach dem zunächst sehr erfolgreichen Neustart nach dem Ende des Zweiten Weltkriegs wurde der Hertie-Konzern später an die Karstadt-Quelle-Gruppe verkauft, die 2013 an die österreichische Signa Holding ging.
Schon 1946 stellte Gerst einen Rückforderungsantrag bezüglich seiner Gemäldesammlung an die Alliierten, die diesen aber nach Befragung des überlebenden damaligen Kunsthändlers Julius Hahn ablehnten. Nach Angaben des Rechtsanwalts, der seine Ansprüche vertrat, betrug Gersts Vermögen im Jahr 1933 18.185.000 Reichsmark. Gustav Gerst verstarb 1948 in den USA. Ob es weitere Versuche der Rückforderung gab, ist unklar. Über die Gemälde sind nur wenige Informationen überliefert, so dass eine Zuordnung schwer ist. Lediglich das Liebermann-Gemälde „Korso auf dem Monte Pincio“ (1912) tauchte vermutlich 1992 noch einmal bei einer Auktion im Kunstsalon Franke in Köln auf (ohne Provenienz-Angabe). Danach verliert sich die Spur.
Auch die nach dem Krieg gestellten Rückerstattungsansprüche der Eheleute Gerst, insbesondere an die Hertie GmbH, waren nur teilweise erfolgreich. Da Gersts Biographie und seine Wiedergutmachungsforderungen schlecht dokumentiert sind, rief die Stadt Frankfurt im Februar 2021 zu einer „Spurensuche“ auf. Das Projekt wird von der Hertie-Stiftung und der Karg-Stiftung unterstützt, die damit ihre eigene Geschichte aufbereiten wollen, da sie einen Teil ihres Vermögens der Arisierung in der NS-Zeit verdanken.
Am 6. Dezember 2021 verlegte Gunter Demnig vor der Villa Gerst Stolpersteine für Gustav und Ella Gerst.